# 4076 Dörffel
4076 Dörffel là một tiểu hành tinh vành đai chính với chu kỳ quỹ đạo là 1758.6591982 ngày (4.81 năm).
Nó được phát hiện ngày 19 tháng 10 năm 1982.